# マラサイ
マラサイ （MARASAI）は、「ガンダムシリーズ」のうち宇宙世紀を舞台とする作品に登場する架空の兵器。有人操縦式の人型機動兵器「モビルスーツ（MS）」のひとつ。初出は、1985年放送のテレビアニメ『機動戦士Ζガンダム』。
作中の敵側勢力である地球連邦軍特殊部隊「ティターンズ」の量産機で、同部隊に配備されたハイザックの発展型。ハイザックと同様に、ジオン公国系のMSに似た外観をもつ。当初は主人公カミーユ・ビダンが所属する反地球連邦組織「エゥーゴ」に配備されるはずだったが、開発メーカーの政治的判断によってティターンズ側に配備される。
劇中ではおもにティターンズ士官であるジェリド・メサらが搭乗し、カミーユが搭乗するガンダムMk-IIなどのエゥーゴ側MSと交戦する。続編であるテレビアニメ『機動戦士ガンダムΖΖ』やOVA『機動戦士ガンダムUC』では、ジオン軍残党勢力が運用する機体が登場する。
本記事では、そのほかの外伝作品などに登場するバリエーション機についても解説する。

## デザイン・名称
メカニックデザインは小林誠の原案をもとに、藤田一己がクリンナップを行っている。
初期設定時の名称は「ドミンゴ」だったが同名の乗用車が存在していたため、まもなく「マラサイ」に変更された。なお、マラサイの命名は監督の富野由悠季によるもので、その由来は彼以外は知らないとのこと。ファンの間では、前述の設定変更を知ったスタッフの「いまさら…」というつぶやきが変化してマラサイとなったといわれる。フォトストーリー作品『ADVANCE OF Ζ 刻に抗いし者』第12話ではエゥーゴが過去にテストしていた機体の1つとしてドミンゴが挙げられているが、形態やマラサイとの関係は語られていない。この名称はギャプランの初期設定にも見られ、こちらを踏まえた機体がゲームブックに登場したことがある（ギャプラン#ドミンゴを参照）。

## 設定解説
アナハイム・エレクトロニクス社（以下「AE社」）で開発された、ドムの流れを汲むハイザックの発展型MS。ハイザックは基本性能こそ高いものの、ジェネレーター出力の低さから複数のビーム兵器を併用できない問題点もあったため、その高い生産性と操縦性を継承しつつ、より高性能な機体として開発された。攻撃型MSに分類される本機体は、ガンダリウムγとガンダムMk-IIから得られたムーバブルフレームを取り入れた第2世代MSであり、エゥーゴに提供するために生産されていた。
ジェネレーター出力の向上により、ハイザックでは不可能だったビーム・ライフルとビーム・サーベルの同時使用が可能となっている。また、性能・生産性ともに優れ、ガンダリウム合金の使用によって機体は軽量化されている。それに加え、各部構造もハイザックで培われたノウハウが生かされ、汎用性・操縦性に優れる。
開発当初、本機には「MSA-002」の型式番号が予定されていた。しかしながら、エゥーゴの台所事情から高性能な量産機よりも超高性能な決戦兵器が必要とされたことや、ネモなど複数の連邦系量産機がラインに乗っている中で別系統の機体を採用することはジオン公国の二の舞であり、必要が無かった。また、ガンダムMk-IIの強奪によってAE社は連邦軍からエゥーゴと共犯の嫌疑をかけられたため、その追及を回避するために同組織へ無償提供された。

### 機体構造
頭部
頭部には兜の錣（）のように首周りを覆う大型の装甲が追加され、ジオン系の指揮官用MSに見られる高性能大型ブレードアンテナが標準装備されている。
脚部
小型かつ高性能なスラスターを備え、地上では短時間のホバー移動、月面では恒常的な高速戦闘を可能にする。
バックパック
大容量コンフォーマルタンクと一年戦争期の高機動型ザクII1機分の推力を発生する高出力スラスターを備えており、重力下でも短時間の飛翔や空中機動が可能となっている。

### 武装
ビーム・ライフル
ボウワ社製（型式番号：BR-87A）。ハイザックと共用のもので、出力2.2メガワット。大火力で連射可能という優れた性能を持つ。本機はジェネレーター出力の向上が図られているため、ハイザックと異なりこれらビーム兵器の同時運用が可能である。
一年戦争時にアクト・ザクが装備したアルバート社製ビーム・ライフルの技術を継承している説がある。また、ゲルググのビーム・ライフルを参考にしている部分が多い。
ビーム・サーベル
ほかのMSのものと比べて柄が長い。出力0.4メガワット。
60mmバルカン砲
頭部に2門内蔵。ユニットは換装可能で、マイクロ・ミサイル・ポッドも検討されていると言われ、近藤和久の漫画版ではこれに近いもの（2連装）を装備した機体が登場する。
シールド
右肩に装備。大型化して2枚で構成され、基部でフレキシブルに可動し、折りたたむことも可能。裏面にはビーム・サーベルのマウントを持つ。ハイザックにあった左腕用のオプションシールドは廃止されたが、ラッチは両腕に残されている。
スパイク・アーマー
左肩に装備。ハイザックに比べてスパイクが延長されている。
フェダーイン・ライフル、海ヘビ
劇場版に登場する一部機体、およびアニメ版『機動戦士ガンダムUC』でジオン残党軍が使用する機体は、ガブスレイのフェダーイン・ライフルを携行している。後者はライフル後部のビーム・サーベルを銃身を逆手持ちにして槍のように使用しており、さらにハンブラビの海ヘビも携行している。
ビーム・マシンガン
漫画『機動戦士ガンダムUC バンデシネ Episode:0』でネオ・ジオン軍残党「袖付き」が使用する機体は、ギラ・ドーガのビーム・マシンガンも携行している。

### カラーリング
赤色
ティターンズに正式配備された主力機体。
灰色
『機動戦士ガンダムZZ』で、アクシズに亡命したティターンズ残党の機体をグレミー軍が塗装し、ハマーン派との決戦時に投入する。
濃紺
小説『ADVANCE OF Ζ ティターンズの旗のもとに』で、T3部隊で試験用に配属された機体。
青色
SDガンダム食玩『FW GUNDAM NEO』で、赤の機体とレアカラーVerとして同時ラインナップで登場する。商品名は「マラサイ（連邦仕様）」ボディパーツとモノアイカメラの配色は連邦のハイザックと同一になっている。

## 劇中での活躍
『Ζ』第9話で、月のフォン・ブラウン市に入港した巡洋艦アレキサンドリアにAE社から3機が無償で譲渡される。第10話からジェリド・メサとカクリコン・カクーラーが搭乗し、2機を1機に見せる作戦でカミーユ・ビダンのガンダムMk-IIを翻弄するが、看破されて撤退する。第11話のジャブロー降下作戦でもジェリド機とカクリコン機が大気圏突入中のフライングアーマー装備のガンダムMk-IIを狙うが、ジェリドはあきらめてバリュートを展開。カクリコンは粘るもオートでMk-IIのそばでバリュートが展開してしまったため、フライングアーマーの翼にバリュートを引っ掛けられて破裂、大気圏で燃え尽きる。第12話ではジェリド機がジャブロー基地内でガンダムMk-IIと交戦し、互いのビームの衝突による衝撃波で外壁に激突し、パイロットが脱出した直後に爆発する。その後は一般兵が搭乗する量産機が多数登場するが、ハイザックと同程度の扱いでしかなく、目立った活躍はない。
小説版『機動戦士Ζガンダム 第三部 強化人間』（角川スニーカー文庫、1987年、ISBN 4-04-410106-X）では、連邦が開発したザクタイプの攻撃型MSとして登場。型式番号こそRMS-108とアニメ版に沿っているが、頭部の高性能大型ブレードアンテナや左肩のスパイク・アーマーが無い、長く尖った肘先や爪先を持つなど、全身の形状は大きく異なっており、兵の間では頭部の形状にちなんで「ハチかぶり姫」と呼ばれている。
『機動戦士ガンダムΖΖ』第45話では、ネオ・ジオン軍側の機体として登場。キャラ・スーンの部隊の標準塗装の機体と、グレミー・トト率いる反乱軍所属の灰色に塗装された機体が登場する。『MS大全集2013』では、ネオ・ジオン軍ではパイロットの技量を問わない傑作機として重宝されていると設定されている。
スマートフォンゲームアプリ『機動戦士ガンダム U.C. ENGAGE』のイベント「アムロシャアモード」では、ジェリドは地球降下後ジャブローにあった別の本機（士官曰く、地上型で高機動タイプ）に乗り換えたとされるが、外観は通常の機体と同じである（映像はアニメ版の使い回し）。
アニメ版『機動戦士ガンダムUC』では地上のジオン残党軍によって運用されており、濃淡グリーンに塗装された2機が連邦軍トリントン湾岸基地襲撃作戦に参加している。
漫画『機動戦士ガンダム MSV-R ジョニー・ライデンの帰還』では、新生ネオ・ジオン軍所属機が登場。
漫画『機動戦士ガンダムUC バンデシネ』では、シンブ隊所属のハビエールが搭乗する1機がトリントン基地襲撃に参加するが、バンシィに撃破される。
漫画『機動戦士ガンダムUC バンデシネ Episode:0』では、ネオ・ジオン軍残党「袖付き」所属の機体がギラ・ドーガのビーム・マシンガンを装備し、シナンジュ・スタイン強奪作戦に複数参加している。なお、「袖付き」の装飾はされていない。
漫画『機動戦士ガンダムF90 ファステストフォーミュラ』では、宇宙世紀0115年に宙賊が運用する機体が少なくとも3機登場。特殊部隊「ファステストフォーミュラ」との戦闘で全滅する。
漫画『機動戦士クロスボーン・ガンダム ゴースト』では、0153年にブラックロー運送が所有するレストアMSの1機として登場。マリア・シティのザンスカール軍に作業用MSとして売り込んでいる。実は偽装としてマラサイの外装を取り付けたVガンダムヘキサ（リア・シュラク隊仕様）であり、第30話で偽装を解き、サーカスと交戦している。

## その後のMSとの関係
ネオ・ジオン軍のガズアルの初期稿（第1稿であるが、この時点でデザインはほぼ完成している）には、前腕部の増加装甲はマラサイと同型と記述されている。
ネオ・ジオン軍のギラ・ドーガ系列とは同じAE社製ということから結びつけられることがあり、ヤクト・ドーガの開発チームはマラサイを担当した旧ジオン系の技術者が中心となっているであろうと推測する資料もある。そのほか、ギラ・ドーガと関連付ける資料もある。
漫画『機動戦士ガンダム ジオンの再興』でも、ギラ・ドーガはマラサイの後継機とされている。ただし、本作ではマラサイをネオ・ジオン側で開発した機体としており、型式番号も "MS-108" となっている。

## 試作機・バリエーション

### ロゼット
ROZET （型式番号：RX-107）
雑誌企画『ADVANCE OF Ζ ティターンズの旗のもとに』に登場。
マラサイの試験機としてAE社がハイザックを基に製造した機体。外見はマラサイに酷似しており、装備にもマラサイと互換性がある。評価試験用として連邦軍に納入されたが、連邦軍はAE社の機体を評価せずT3部隊に送りつけた。その後ジェネレーター出力の高さをティターンズに見初められてTR-4のコアMSとして使用された。
基にされたハイザックと腕部・脚部などの換装が容易であり、ダンディライアン時に脚部を換装してビグウィグのブースターを装備することや、腕部・脚部を交換してビグウィグのコアとしてビームキャノンの出力安定を図ることなどが試案された。
なお、雑誌『B-CLUB』2号には、本機同様のハイザックとマラサイの中間機である「RMS-107」の近藤和久によるデザイン画稿が掲載されているが、詳細な設定などは付与されていない。

#### TR-4［ダンディライアン］
TR-4 [DANDELION] （型式番号：RX-107 / RX-107+NRX-005X）
大気圏突入モジュール用に開発された機体。「ロゼットTR-4［ダンディライアン］」とも呼ばれる。大気圏突入形態からMA形態、そしてMS形態と状況に合わせて3形態への形状変化が可能となっている。
背部スペースにMSや折りたたんだロングブレードライフルなどの武装を格納することが可能である。戦況に応じてダンディライアンのパーツを排除してロゼットに戻ることや、大気圏突入形態のまま背部に搭載したMSを固定してサブフライトシステムとしての運用も可能。主な武装として、脚部クロー（MA時）やロングビームライフル（MS時）などがある。
後のバウンド・ドックやガンダムTR-6［ダンディライアンII］に実験データが反映されている。

#### ロゼット強化陸戦形態
ロゼットに地上用の高速ホバーユニットを装着した形態である。高速制圧戦闘などに効果を発揮する。
地上用ホバーユニット（ホバリング・スカート・ユニット）に搭載されている強力な熱核ジェットエンジンによってホバリング機動を行うことができる。また、ホバーユニットにはミノフスキー・クラフトを搭載する案もあったが、ユニットを小型化することができなかったため、ミノフスキー・クラフトの搭載は見送られている。武装としてはキハールとほぼ同型のビームライフルを使用するが、グリップの規格が合わないため、右肩部に大型のマニピュレーター・ユニットが増設されている。
カラバのカムチャッカ基地を強襲する際に使用された。
当初は、ミノフスキー・クラフトによる飛行を目的とする「ダイダロス・ユニット」を装着する予定だったが、システムの小型化が難航したため、ホバーユニットに設計変更された経緯をもつ。

#### ロゼット強化陸戦形態（試作プラン）
熱核ジェットエンジン搭載型の強化陸戦形態が完成する以前に開発されていたものである。
当初は熱核ロケットエンジン搭載型として計画されていたが、途中で熱核ジェットエンジンを搭載するように仕様が変更されたうえ、「イカロス・ユニット（ヘイズル用の空中機動ユニット）」の開発計画が優先されたことも重なった結果、この熱核ロケットエンジン搭載型はペーパープランのみに終わっている。

### グラン－マラサイ
GRAN-MARASAI
雑誌企画『A.O.Z Re-Boot ガンダム・インレ-くろうさぎのみた夢-』に登場（型式番号：ARZ-108GMr）。
火星のジオン軍残党組織「レジオン」が、ロゼット強化陸戦形態のデータを基に開発した機体で、レジオンマラサイの下半身にガンダムTR-6が装備するダイダロス・ユニットのコンセプトを基にしたホバリングスカートユニット「グランユニット」を装着している。火星重力下での高い走破性能を得ており、遠征や地上戦の際に装備される。また、機体の両脇に他のMSを掴まらせ、共に移動することが可能である。
なお、グランユニットはティターンズ系MSへの汎用性をもち、ハイザックやバーザムに装備することも可能で、その状態はそれぞれグラン－ザック、グラン・バーザムと呼ばれる。

#### レジオンマラサイ
雑誌企画『A.O.Z Re-Boot ガンダム・インレ-くろうさぎのみた夢-』に登場（型式番号：ARZ-108MR）。
レジオンがティターンズ残党より鹵獲したマラサイ。型式番号と、レジオンカラー（赤、黒、白）に塗装されている以外はほぼ原型機と同様である。

### マラサイキャノン
ウェブ企画『A.O.Z Re-Boot』に文字設定のみ登場。
汎用規格パーツであるハイザック・キャノンのものと同型のキャノン・パックを、マラサイに装着した中距離支援用の機体。ハイザック・キャノンと同様に、実体弾式キャノン砲やミサイルポッドが装備される。
漫画『機動戦士ガンダムF90FF』では、ジオン残党軍の一派「レガシィ」のMSのひとつとして登場する。このレガシィ機はハイザックのザク・マシンガン改を携行している。

### アドバンスド・マラサイ
ADVANCED MARASAI
『A.O.Z Re-Boot』に登場（型式番号：RMS-108）。
TR計画による高性能化（アドバンス化）改修がほどこされた機体で、グラン・ユニットやダイダロス・ユニットの管制ユニットとしても運用される。バックパックはガンダムTR-1［ヘイズル］のマルチ・コネクター・ポッドに換装されているほか、アドバンスド・ハイザックとの肩装甲パーツの共通化、頭部センサー（ストライク・マラサイに酷似）と胸部装甲の強化、腕部にコネクターを追加。腰部や脚部にはスラスターを増設しており、高機動仕様としての側面も有する。武装は長銃身のライフル（ハイザック［ヴァナルガンド］と同型）を携行する。カラーリングはティターンズ・カラーのものと、ブラックヘアーズ仕様の漆黒を基調とするものが確認できる。

### アサルト・マラサイ
スマートフォンゲームアプリ『機動戦士ガンダム U.C. ENGAGE』に登場するゲームオリジナルMS（型式番号：RMS-108M）。
ティターンズのパイロットからの要求をもとにした、マラサイの改良型。主兵装にはハイザック・カスタムのビーム・ランチャーのショート・バレル・タイプが採用され、狙撃性能は低下するも高火力のままMS戦での汎用性が高められている。シールドは左肘に移設され、両肩には3連装ミサイル・ポッドを装備。胸部には急制動のためのスラスターが追加され、非可変機の中ではピーキーな仕様となっている。ティターンズのエース・パイロットに優先的に配備される計画であるため、カラーリングはティターンズ・カラーとなっている。

### グリフォン
近藤和久の漫画版『機動戦士Ζガンダム』に登場（型式番号：RMS-156）。
グリプス戦役後半においてマラサイは旧式化しつつあり、アップグレードしてバーザムのポテンシャルまで引き上げ、性能面での延命処置を施した機体である。右肩のシールドはスパイク・アーマーに換装され、ビームライフルもより大型のものを装備している。また、頭部はモノアイ・タイプからガンダム状のツインアイ・タイプに変更するなどの改良が施されている。
劇中では、メールシュトローム作戦において本作オリジナルキャラクターのドルク大尉らが搭乗する。

### マラサイ改
「モデルグラフィックス」の雑誌企画『アイドルスターMS戦記』に登場し、書籍『GUNDAM WARS PROJECT Ζ』に再録。初出は「モデルグラフィックス」1985年10月号。
前期生産型のマラサイを基にしたカスタム機で、動力駆動系に問題が存在していた両腕部をハイザックのものに換装しているほか、センサー有効半径の拡大を目的としたブレードアンテナの大型化、接近戦能力強化のためのシールドおよびスパイクの大型化と背部および脚部バーニアの推力増強、脚部へのドロップタンクの追加などが行われており、これらの改良によって生還率が向上している。
ティターンズ第4独立部隊モモコ小隊所属の強化人間であるモモコ・キクチ中尉やミナコ・ホンダ軍曹の乗機であり、本機のカスタムは少尉時代のキクチがマラサイの評価試験を担当した際の要望を受けて行われたものである。キクチ中尉機はジャブロー降下作戦時に撃墜されるが、キクチ中尉は脱出している。

### マラサイ重装高機動タイプ
「ホビージャパン」1985年11月号が初出で、同誌別冊『MOBILE SUIT Ζ GUNDAM』に再録された。
バスク・オム親衛隊として編成されたティターンズ第5師団向けにマラサイを改修した特別仕様機。高コスト機ゆえに量産化はされていない。熱核反応方式の大型メインスラスターを採用したほか、スカート部への高機動スラスターパックの増設、脚部スラスターの大推力化などの改修が加えられた結果、モビルアーマー (MA) に匹敵する空間機動性の獲得という目標を実現している。なお、推力系の強化に伴う燃料消費量の増加を補うべく、最大8基のドロップタンクが標準装備となっている。
防御面では、胸部などの機体前方を中心として耐熱・耐衝撃性能に優れた軽量の複合材料製の増加装甲を装着しているほか、上腕部はケプラー製の関節カバーで覆われており、右肩部のシールドは3連装のミサイルポッドと複合された1枚板に変更されている。また、後部スカートも延長され、シールドと併せて放熱板としての機能も持たされている。
武装面では、頭部と左腕部に2門づつの23mm機関砲を、右腕部にグレネード弾を固定装備しており、右肩部のミサイルポッドには対MSミサイルを装填するほか、各部のマウントラッチには別の武装も外装できる。携行するビームライフルは延長銃身と増幅器を取り付けたロングレンジタイプを選択しており、スナイパーライフルとして用いることが可能。また、頭部にはミノフスキー・スモークディスチャージャーも備えている。

### マラサイ指揮官タイプ
「ホビージャパン」1986年2月号が初出で、小林誠によるラフ・スケッチをもとに立体化された（型式番号：RMS-108R）。同誌別冊『MOBILE SUIT Ζ GUNDAM』に再録された際、設定が追加された。
マラサイをベースとして、高機動化の要望に応えるために試作された機体。バックパックが強化されており、機動性が飛躍的に向上している>。これによる燃料消費に対応するため、プロペラント・タンクを2基装備し、結果的に通常型より航続距離が延長されている。武装はメガランチャー（メガバズーカとも呼ばれる）を携行し、右肩のシールドは大型化され、左肩のスパイクアーマーはスパイクが2本増やされている。
製作された17機のうちジュピトリスに配備された機体は白く塗装され、その戦闘能力からエゥーゴのパイロットの間では「白狼」の呼称で畏怖されたという。

### ストライク・マラサイ
「ホビージャパン」の連載企画『MOBILE SUIT in ACTION ジオンの星』に登場。
マラサイを地上戦用に現地改修した機体で、高速走行による一撃離脱戦法を得意とし、最前線における突撃・撹乱を主任務とする。宇宙空間用のロケット・スラスターを排し、脚部と臀部にホバー走行ユニットを装着するとともに、バックパックは大型プロペラント・タンクに換装している。また、装甲の軽量化が図られるとともに、頭部センサー・ユニットも強化され大型化、索敵性能も大幅に向上している。他機種から流用したパーツも組み込まれており、脚部には機種不明の試作MS、ホバー・ユニットには鹵獲したエゥーゴ機のパーツが一部用いられている。
主兵装の携行火器である50mm6連装バルカン・ポッドは、ガルダ級超大型輸送機の副砲として開発されたものを転用している。これは速射性および命中率において最新のビーム兵器をしのぐ性能を持ち、サイドアーマーの制御用コネクターに有線接続されている。ほかの武装としては、腰部両側面にクラッカーが5個入ったラックを装着、両前腕部甲にはスモーク・ディスチャージャー5基を内装する。また、左肩のスパイクは特殊鋼製のものに交換されており、右肩のシールドは廃されてオプショナル・ウェポン・ラックとなっている。塗装は緑を基調とする。
元ジオン公国軍兵士からなる地球連邦軍第13独立機動戦隊「DRAGOON13」のデグナー・ロメオ中尉が搭乗するA型のほか、同隊にはもう1機のA型と、その簡易バージョン（型式番号：RMS-108(d13)B）も6機配備されている。簡易バージョンにはホバー走行ユニットは装備されておらず、ジャイアント・バズを携行する。

### キリマン・マラサイ
ゲームブック『機動戦士ガンダムΖΖ vol.3「エニグマ始動」』に登場。
AE社がエゥーゴ側に転向した際、マラサイのデータが連邦軍およびティターンズ側に残らなかったことを受け、残されたマラサイの機体を基にして連邦軍が開発した機体。単に「マラサイ」と呼ばれることも多い。第一次ネオ・ジオン抗争後の時点では旧式機とされている。
宇宙世紀0089年にティターンズ残党がウェールズで起こしたクーデターの際、ティターンズ残党によって使用された。

## マラサイ（Define版）
漫画『機動戦士Ζガンダム Define』に登場。
本作でのマラサイは、リック・ディアスの基本構造（ムーバブルフレーム）をもち、装甲形状などを変更した機体とされている。コックピットがリック・ディアスと同じく頭部となり、肩部の前後にスラスターが追加された。マラサイの図面を見たクワトロ・バジーナは、リック・ディアスの利点が損なわれており、統合性能では同機に劣ると評している。
アレキサンドリアに初期配備された機体のうち、シェリー・ペイジ少佐機は右肩のシールドも左肩同様のスパイク・アーマーに変更されたうえ、左腕にハイザック用のシールドを装備している。シェリーの部下2名の機体は頭部のブレードアンテナを除去し、シェリー機を含めた3機全機がティターンズカラーに再塗装されている。また、テスト用にターゲットパターンを描き込まれた試験運用機をヤザン・ゲーブル大尉が運用し、カミーユ・ビダンと交戦して撃破されている。
なお、初期生産機の修理金額の請求書を見たバスク・オムは、その高額さに激怒して正式な量産機にはかなりのコストダウンを要求し、そのためなら性能低下もやむなしとしている。